# 携帯型ゲーム (2ちゃんねる・5ちゃんねるカテゴリ)
携帯型ゲーム（けいたいがたゲーム）は、匿名掲示板2ちゃんねる（2ちゃんねる (2ch.net)、2ちゃんねる (2ch.sc)、5ちゃんねる）のカテゴリの1つである。携帯ゲーム機の携帯型ゲームに関する話題を扱う。

## 歴史
- 2000年11月5日 - ポケモン板が新設される。
- 2001年1月 - 携帯型ゲーム全般に関する話題を扱うようになり、ポケモン板は「携帯ゲーム・ポケモン板」となる。
- 2005年5月6日 - 「携帯ゲーム・ポケモン板」からポケットモンスターシリーズに関する話題を隔離するため、携帯ゲームソフト板とポケモン板に分割される。携帯ゲームキャラクター板が新設される。
- 2005年12月15日 - Wi-Fi板が新設される。
- 2007年2月9日 - 本カテゴリと携帯ゲームソフト板から分割された携帯ゲーム攻略・携帯ゲームRPG板・携帯ゲームレトロ板が新設される。ゲームカテゴリから携帯ゲームソフト板・ポケモン板・Wi-Fiコネクション板・携帯ゲームキャラクター板が本カテゴリに移動された。

## 掲示板
7個の板からなる。（2009年6月現在）

### 携帯ゲームソフト板
携帯ゲームソフト板は、ゲームボーイなどの携帯ゲーム機のゲームソフトを扱う。「携帯ゲーム・ポケモン板」から携帯ゲーム板とポケモン板に分割された。
ただしRPGの話題は携帯ゲームRPG板で扱い、さらにドラゴンクエストやファイナルファンタジーはFF・ドラクエ板で、ポケットモンスターはポケモン板で扱う。名無しの名前の由来は、携帯ゲームの父・横井軍平の哲学「枯れた技術の水平思考」からきている。2004年から家庭用ゲーム板で行われてきたクソゲーオブザイヤーは、この板でも携帯機で発売されたクソゲーを対象として2007年に開始された。その携帯機部門はゲームの検証者などの投稿者の減少や、携帯ゲームソフトそのものの発売数の減少によって2017年は創設以来初となる「該当作品無し」という結果となり、2018年6月26日の報道によると、新規スレッドが作成されず休止状態とのこと。

### 携帯ゲー攻略板
携帯ゲーム攻略板は、携帯ゲーム機のゲームの攻略に関する話題を扱う。
ただしRPGの話題は携帯ゲームRPG板で扱い、さらにドラゴンクエストやファイナルファンタジーはFF・ドラクエ板で、ポケットモンスターはポケモン板で扱う。略称は携帯ゲー攻略。
2014年5月に専用の板が開設されて徐々に減り始めているものの、依然多くのスレッドがモンスターハンターポータブルシリーズの話題となっている。

### 携帯ゲーRPG板
携帯ゲームRPG板は携帯型ゲーム機用のロールプレイングゲームに関する話題を取り扱う。但しポケットモンスターに関する話題は専用板であるポケモン板の管轄となる。略称は携帯ゲーRPG。
ニンテンドーDSやPSP、その他の携帯型ゲーム機で出ているドラゴンクエストシリーズやファイナルファンタジーシリーズのリメイク作品・派生作品は本来、FF・ドラクエ板の管轄であるが本板においてもスレッドを立てることが黙認されている。

#### 歴史
- 2007年2月9日 - 新設される。
- 2007年3月26日 - 投票により名無しが「名無しじゃなきゃダメなのぉ！」に決定。元ネタはニンテンドーDS用ソフト「Londonian Gothics ～迷宮のロリィタ～」（メガサイバー）の主人公・アリスの台詞「わたしじゃなきゃダメなのぉ！」。

### ポケモン板
ポケモン板は、任天堂のコンピュータゲーム『ポケットモンスター』シリーズを専門に扱う。ポケモンに関するアニメや映画、漫画など様々な話題を扱っている。略称はポケ板。Wi-Fiでのポケモン交換依頼・対戦相手募集等は後述のWi-Fi板で行われている。
当初はポケモン板として設置され、携帯型ゲーム全般の話題を扱うために2001年1月に「携帯ゲーム・ポケモン板」と改称されたが、2005年5月6日のゲーム関連板分割に伴い携帯ゲームソフト板が設置され、元の「ポケモン板」に再度改称された。
デフォルトネーム「名無しさん、君に決めた!」はアニメ版の主人公、サトシがポケモンを出すときの決めゼリフ「○○（ポケモン名が入る）、君に決めた!」に由来する。また、1001の時に表示される文章は殿堂入りを果たし、メンバーを専用の機械に登録する際に表示される文章をアレンジしたものが使われている。
当初、IDはメール欄に何らかの文字を入れていれば表示されない任意表示であったが、2010年7月19日からIDの末尾に端末識別子が表示されるようになり、2014年5月24日には強制表示となった。

#### 歴史
- 2000年11月5日 - ポケモン板設置 。
- 2001年1月 - 「携帯ゲーム・ポケモン板」に改称 。
- 2001年10月11日 - サーバー移転（salad→game）。
- 2003年3月13日 - サーバー移転（game→game4）。
- 2003年10月5日 - サーバー移転（game4→game6）。
- 2004年7月14日 - サーバー移転（game6→game8）。
- 2004年11月15日 - サーバー移転（game8→game10）。
- 2005年5月6日 - 携帯ゲーム板とポケモン板に分割される。
- 2006年12月22日 - サーバー移転(game10→game11)。
- 2006年12月27日 - 1001に表示されるメッセージがデフォルトから独自のものに変更。
- 2007年10月10日 - サーバー移転(game11→game13)。
- 2008年9月12日 - サーバー移転(game13→schiphol)。
- 2010年7月19日 - IDに端末識別子が導入される。
- 2014年5月24日 - IDが強制表示となる。

### Wi-Fi板
Wi-Fiコネクション板は家庭用テレビゲームのオンライン通信、特に「ニンテンドーWi-Fiコネクション」・「Wiiconnect24」やSCE・PSPのオンライン通信に関する内容を取り扱う。Wi-Fiをローマ字入力で打って「うぃふぃ」「ウィッフィー（ミッフィーとかけている。）」とも呼ばれる。
元々はニンテンドーDS用の通信サービス「ニンテンドーWi-Fiコネクション」で、通信相手を探すためのスレが携帯ゲーソフト板を圧迫したことから、Wi-Fiコネクション用の板を立てたいと言う要望があがり、受理された。以後、DSだけでなく同じ携帯型ゲーム機のPSPのオンライン通信に関する内容も取り扱うようになり、現在ではWii用の通信サービス「WiiConnect24」に関する内容も取り扱うようになっている。
この「Wi-Fiコネクション板」という名称は、ニンテンドーDS用のオンライン通信サービス「ニンテンドーWi-Fiコネクション」から取られたものである。実際にはPSPのほうが先にオンライン通信サービスを行っていたが、任天堂が「カンタン」「あんしん」「無料」のスローガンを掲げ大々的なプロモーション活動を行い、対応ソフトも300万越えの記録的なヒットを飛ばしたことからこちらの名称がつけられた。
当初は「Wi-Fi板」と呼ばれていたが、現在は「Wi-Fiコネクション板」と変更されている。「Wi-Fi」は、日本語では本来ワイファイと書くのだが、誤って「ウィフィ」「ウィッフィー」などと書くものが絶えず、さらにウサギのキャラクター「ミッフィー」と誤表記との響きが似ていたことから、以後ミッフィーの顔文字「（・×・）」が至る所に出現するようになった。複数ある看板のいくつかにもこの顔文字が取り入れられている。
この板のデフォルトネームには、「こくないのだれか」と言う、他の2ちゃんねる掲示板ではあまりみられないタイプの名前が付けられている(他の板のデフォルトネームはほとんどが「○○の名無し」や「名無し○○」など、「名無し」が入っている)。これは「マリオカートDS」で、Wi-Fi対戦する際に「国内の利用者の中からランダムに対戦相手を選ぶ」ための選択肢が「こくないのだれかと」と言う名前になっていることに由来している。

### 携帯ゲーレトロ板
古い携帯ゲームに関する話題を扱う板。
名無しの由来は任天堂製携帯ゲームゲームボーイから。

#### 歴史
- 2007年2月9日 - サーバ新設(game12)
- 2007年10月12日 - サーバ移転(→game14)
- 2008年9月9日 - サーバ移転(→schiphol)
- 2010年7月31日 - サーバ移転(→yuzuru)
- 2011年12月12日 - サーバ移転(→kohada)

### 携帯ゲーキャラ板
携帯ゲームのキャラクターに関する話題を扱う板。